# Bârza, Olt
Bârza este satul de reședință al comunei cu același nume din județul Olt, Oltenia, România.

## Așezare
Localitatea Bârza este situată în partea de nord a județului Olt, pe malul stâng al râului Olteț în Câmpia Caracalului și este străbătută de drumul județean DJ679.
Forma de relief în care se încadrează așezarea este cea de câmpie, iar clima aparține tipului temperat-continental.

## Educație
Școala generală  clasele I-VIII
Adresă: comuna Bârza, sat Bârza, județ Olt

## Economie
Așezarea geografică  a localității oferă posibilitatea practicării agriculturii prin cultura plantelor și creșterea animalelor, reprezentând una din ocupațiile de bază ale locuitorilor, ponderea o deține cultura de grâu, porumb dar și plantațiile de vii și pomi.

## Atracții turistice
Turismul și agroturismul sunt două domenii favorabile afacerilor, domenii ce pot fi dezvoltate prin punerea în evidență a obiectivelor turistice de care dispune localitatea și împrejurimile:  
- Biserica ortodoxă "Sf. Nicolae"
- Mănăstirea "Călui"
- Muzeul Olarilor - zonă cu specific în meșteșugul olăritului (Romana, Oboga),
- Casa memorială - Petre Pandrea
- Casa memorială - Mihail Drumeș
- Lunca Oltețului
- Pădurea Sarulu

## Legături externa
- ecomunitate.ro